# Мужская сборная Шри-Ланки по кабадди
Мужская национальная сборная Шри-Ланки по кабадди — представляет Шри-Ланку на международных соревнованиях по кабадди. Управляющей организацией является Федерация кабадди Шри-Ланки (англ. Sri Lanka Kabaddi Federation).

## Результаты выступлений

### Азиатские игры
| Год       | Победы         | Ничьи          | Поражения      | Место          |
| --------- | -------------- | -------------- | -------------- | -------------- |
| 1990—1994 | не участвовали | не участвовали | не участвовали | не участвовали |
| 1998      | 3              | 1              | 2              | 4              |
| 2002      | 1              | 0              | 4              | 6              |
| 2006—2014 | не участвовали | не участвовали | не участвовали | не участвовали |
| 2018      | 1              | 0              | 3              | 7              |